# Giorgio Brumat

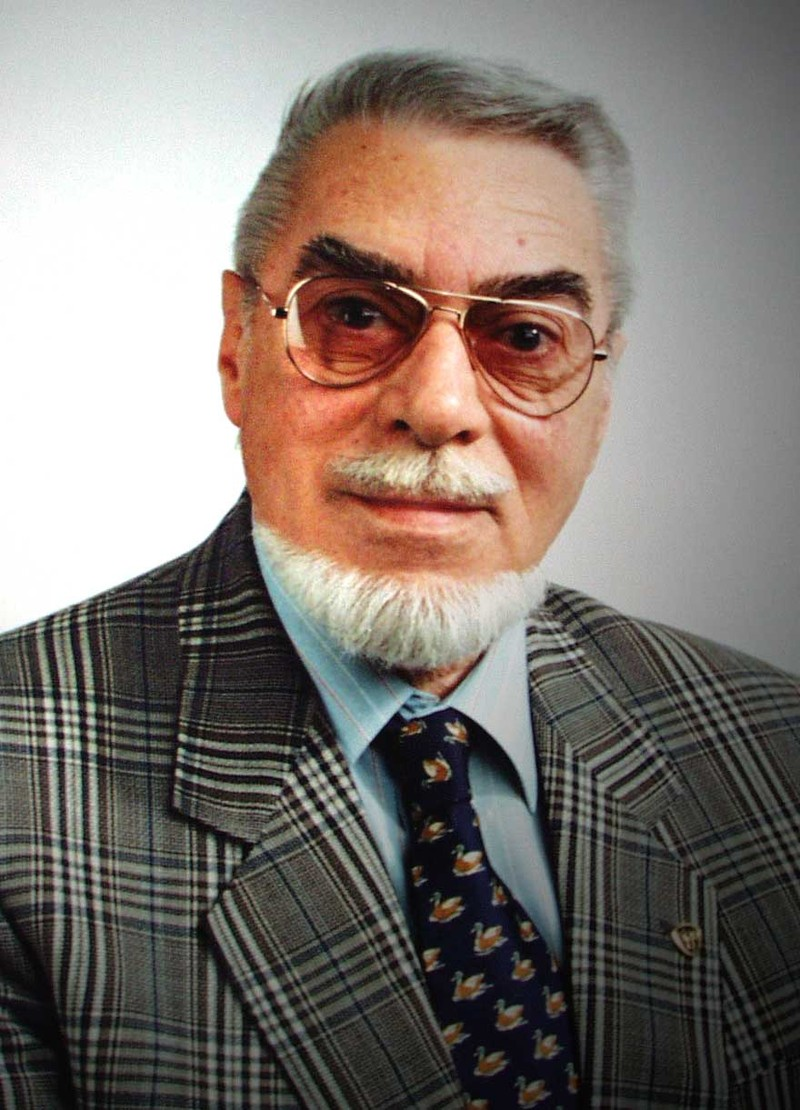
Giorgio Brumat Fondatore dell'Associazione Italiana Donatori Organi AIDO

Giorgio Brumat (Valvasone, 28 maggio 1929 – Bergamo, 19 giugno 2001) è stato un divulgatore scientifico italiano, è stato il fondatore dell'associazione Italiana Donatori Organi (AIDO).

## Biografia
Giorgio Brumat nasce il 28 maggio 1929 a Valvasone (PN), figlio di Giovanni Brumat ex ufficiale dell'esercito austriaco per 7 anni prigioniero in Siberia e successivamente direttore della Banca del Friuli, e di Clelia Forner, maestra elementare.
All'età di due anni rimane orfano del padre deceduto dopo soli 7 anni di matrimonio, per un tumore allo stomaco.
Si trasferisce con la madre e la sorella a Gradisca d'Isonzo (GO) dove frequenta il Liceo Scientifico.
Nel 1953 è cofondatore, assieme a Roberto Joos e Francesco Macedonio del Piccolo Teatro.
Un anno dopo il regista Ugo Amodeo lo assume nella sua compagnia teatrale Radio Trieste.
Nel 1955 si sposa con Nora Joos.
Nel 1960 trova lavoro a Brescia presso un'importante industria farmaceutica dove lavorerà nei seguenti 13 anni come informatore scientifico. Fino al 1973 frequenterà  numerosi seminari scientifici entrando sempre di più in profondità nel mondo della medicina e delle sofferenze degli ammalati.
Nel 1968 si trasferisce con la famiglia a Bergamo. Qui nel suo tempo libero organizza gruppi di giovani sbandati che riunisce nella parrocchia del rione Monterosso. Le sue molteplici attività di volontariato gli valgono il rispetto e la fiducia della popolazione.
Questo gli permette al principio del 1971 di gettare le basi per una associazione di volontari sensibili ai problemi delle donazioni di organi. Alla fine dello stesso anno si costituirà l'Associazione Donatori Organi Bergamaschi (DOB): la prima realtà associativa per la donazione in Italia.
Solo due anni dopo, il 26 febbraio 1973, costituirà l'Associazione Italiana Donatori Organi (AIDO). Alla fine dello stesso anno gli iscritti saranno già 9024, venti anni dopo saranno quasi un milione.
La finalità dell'associazione sarà quello di: “promuovere il rafforzamento della solidarietà umana e determinare la coscienza della necessità della donazione di parti del proprio corpo, dopo la morte, per i trapianti terapeutici”.
Per quasi 30 anni Giorgio Brumat si dedicherà  integralmente allo sviluppo e promozione di questa Associazione.
Dal 1971 al 1975 ne sarà presidente, poi dal 1976 al 1980 Segretario Generale e successivamente Consigliere Nazionale.
In seguito al terremoto nel Friuli del 1976 si attiverà molto, assieme allo scrittore e amico Stanislao Nievo, per la raccolta di fondi e di aiuti alle popolazioni colpite tanto nella città di Bergamo, come a livello nazionale attraverso la rete dell'associazione.
Il 7 febbraio 1984 viene ricevuto al Quirinale dal Presidente della Repubblica Sandro Pertini assieme alla giunta di presidenza. Al termine del cordiale incontro il Presidente Pertini firmerà la sua adesione all'Associazione.
Il 28 febbraio 1986 il ministro della Sanità Degan e il Presidente della Repubblica Francesco Cossiga, consegneranno all'AIDO la Medaglia d'Oro al merito della Sanità Pubblica.
Il 15 giugno 1995 viene ricevuto assieme a una delegazione dell'AIDO dal Presidente della Repubblica Oscar Luigi Scalfaro che affermerà: ” Grazie, grazie molto per avere iniziato, perché vuol dire aver aperto una strada. Grazie, perché vi muovete su un piano di generosità, su un piano di solidarietà, su un piano di questo denominatore comune umano, che dovrebbe essere per ciascuno di noi, a cominciare dal sottoscritto, di assoluta chiarezza. L'augurio che io faccio per la vostra assemblea è un augurio che faccio a ciascuno di noi: di essere capaci di raccogliere questa vostra testimonianza, perché voi rappresentate molto, ma soprattutto, incarnate molto, che è molto di più che parlare. È molto di più”.
Sempre nel 1995 partecipa ad una serie di conferenze insieme al nordamericano Reginald Green (padre di Nicholas Green, che a soli sette anni, per un tragico incidente, era stato ucciso da alcuni rapinatori sull'autostrada Salerno Reggio Calabria, e i cui organi erano stati generosamente donati salvando così 5 cittadini italiani).
Nel corso del suo lungo e infaticabile impegno nell'associazione da lui creata, ha partecipato a più di 3000 conferenze in università, scuole di ogni ordine e grado e club privati. Ha assistito a centinaia di trasmissioni televisive in RAI e Fininvest. Ha fondato personalmente grandi quantità di sedi e gruppi in tutta Italia.
Il 28 aprile 2012 il Comune di Bergamo, per il 40º anniversario della fondazione dell'AIDO, dedica a Giorgio Brumat il Parco Marzanica.